# Anthemis adulterina
Anthemis adulterina là một loài thực vật có hoa trong họ Cúc. Loài này được Wallr. ex Hallier mô tả khoa học đầu tiên năm 1895.